# 伊藤浩資
伊藤 浩資（いとう ひろし、1975年3月16日 - ）は、日本の男性声優。岡山県出身。

## 人物
以前は81プロデュースに所属していた。
声種はバリトン。
趣味・特技は空手。

## 出演

### テレビアニメ
1999年
- KAIKANフレーズ（アマチュアバンドA）

2000年
- グラビテーション（男B、AD）
- ゾイド -ZOIDS-（オペレーター）

2001年
- ゾイド新世紀スラッシュゼロ（ネゴロ / ムンディーパイロット、部下B、ウォーリアー）
- 探偵少年カゲマン
- パラッパラッパー（アナウンスの生徒）

2002年
- ロックマンエグゼ（2002年 - 2003年、汎用ナビ、アナウンサー、管制官）

2003年
- ポケットモンスター アドバンスジェネレーション（ムロジムの審判）

2004年
- 金色のガッシュベル!!（不良）

2006年
- スーパーロボット大戦OG -ディバイン・ウォーズ-（通信士）
- ツバサ・クロニクル 第2シリーズ（男たち）
- 武装錬金
- 魔界戦記ディスガイア（客）
- よみがえる空 -RESCUE WINGS-（友人）

2007年
- D.Gray-man（アクマA）

### OVA
- 真ゲッターロボ対ネオゲッターロボ（2000年、恐竜兵士）

### ゲーム
- プリンセスメーカー
- 神機世界エヴォルシア（1999年）
- ユーディーのアトリエ 〜グラムナートの錬金術士〜（2002年、ヴィトス・ロートス[7]）
- ロックマンゼクス（2006年、ハイボルト･ザ･ラプタロイド、モリュ）
- ユーディーのアトリエ 〜グラムナートの錬金術士〜 囚われの守人（2010年、ヴィトス・ロートス）

### ドラマCD
- グラビテーション

### ボイスオーバー
- ジェイミーのラブリーダイニング

### テレビ番組
- ひとりでできるもん!（ドン・ブリキホーテ）

### その他
- メディアージュ「イエローサブマリン」（キャプテンフレッド）